# عالم‌آرای نادری
عالم‌آرای نادری کتابی نوشتهٔ میرزا محمدکاظم مروی است. موضوع این کتاب زندگانی نادرشاه افشار و تاریخ ایران از اواخر دورهٔ صفوی تا مرگ نادرشاه (۱۱۶۰ قمری/ ۱۱۲۶ خورشیدی) است.
پدرِ محمدکاظم مروی از قزلباش‌ها بوده‌است و به‌گفتهٔ خودش، نیاکانش از قاجارهای تبریز بوده‌اند که به مرو کوچ داده شده بوده‌اند. او از دیوانیان و محاسبان امور مالیِ دربار نادرشاه بوده و در زمان تألیف کتاب، «وزیر مرو» (سرپرست امور مالیِ مرو) بوده‌است. او بسیاری از رخدادهای آن زمان را دیده یا از افراد حاضر در صحنه شنیده‌است و از این جهت مطالب کتابش اهمیت خاصی دارد. مؤلف از همان ابتدا که به دستگاه نادر پیوسته و هواخواه او شده، به فکر تألیف کتاب بوده و به‌تدریج مطالب را یادداشت می‌کرده، اما تنظیم قطعیِ مطالب به‌صورت کتاب، پس از مرگ نادرشاه آغاز شده و تألیف آن در سال ۱۱۶۶ قمری/ ۱۱۳۲ خورشیدی پایان یافته‌است.